# Metasia achroa
Metasia achroa is een vlinder uit de familie van de grasmotten (Crambidae), uit de onderfamilie van de Spilomelinae. De wetenschappelijke naam van deze soort is voor het eerst voorgesteld als Pionea achroa door Oswald Bertram Lower in een publicatie uit 1903.
De soort komt voor in Australië (Queensland).